# Єнджейовиці (Нижньосілезьке воєводство)
Єнджейовиці (пол. Jędrzejowice) — село в Польщі, у гміні Дзержонюв Дзержоньовського повіту Нижньосілезького воєводства.
Населення — 94 особи (2011).
У 1975-1998 роках село належало до Валбжиського воєводства.

## Демографія
Демографічна структура станом на 31 березня 2011 року:
|          | Загалом | Допрацездатний вік | Працездатний вік | Постпрацездатний вік |
| -------- | ------- | ------------------ | ---------------- | -------------------- |
| Чоловіки | 52      | 9                  | 40               | 3                    |
| Жінки    | 42      | 7                  | 27               | 8                    |
| Разом    | 94      | 16                 | 67               | 11                   |